# Alexander Doniphan Wallace
 Alexander Doniphan Wallace (* 21. August 1905 in Hampton (Virginia); † 16. Oktober 1985 in New Orleans) war ein US-amerikanischer Mathematiker, der sich mit Topologie (algebraische und allgemeine Topologie) befasste. Er wird meist mit A. D. Wallace zitiert.

## Leben
Wallace studierte an der University of Virginia mit dem Bachelor-Abschluss 1935 und dem Master-Abschluss 1936 und wurde dort 1939 bei Gordon Whyburn promoviert (On the Interior and Related Transformations).  1940/41 war er Instructor an der Princeton University und Assistent von Solomon Lefschetz. 1941 wurde er Assistant Professor an der University of Pennsylvania und ab 1947 war er Leiter der Mathematikfakultät an der Tulane University. Ab 1963 war er Professor an der University of Florida in Gainesville, wo er 1973 emeritiert wurde.
Nach ihm ist der Satz von Wallace benannt. Er hatte auch Anteil an der Alexander-Spanier-Kohomologie (die auch zusätzlich manchmal nach ihm und Andrei Kolmogorow benannt wird) mit seiner Weiterentwicklung (1947) des Ko-Ketten-Komplexes von Alexander. Die Idee wurde von Edwin Spanier in seiner Dissertation weiterentwickelt.
An der Tulane University befasste er sich mit topologischen Gruppen und Halbgruppen.